# Pequena Enciclopédia de Moral e Civismo
A Pequena Enciclopédia de Moral e Civismo é uma enciclopédia brasileira editada nas décadas de 1960 e 1970 pelo Pe. jesuíta Fernando Bastos de Ávila — doutor em ciências políticas e sociais e licenciado em filosofia e teologia — e publicada pelo antigo FENAME — Fundação Nacional de Material Escolar, ligado ao Ministério da Educacão.

## Moral e cívica
A disciplina de Educação Moral e Cívica (as vezes denominada "moral e civismo") já consta em currículos facultativos no Brasil desde o fim do século XIX, porém, só foi tornada obrigatória nacionalmente com a edição do  Decreto-lei nº 2.072, de 8 de março de 1940. Posterormente compunha a base curricular na Lei de Diretrizes de Bases da Educação Nacional de 1961. No tempo do regime militar vários compêndios didáticos ou obras de referências dessa disciplina foram considerados subversivos; e aquele governo, por meio do Decreto-Lei nº 869/1969, tornou seu ensino obrigatório e "reformou" os conteúdos à sua feição ideológica, entre essas obras, a Pequena Enciclopédia de Moral e Civismo versa justamente sobre temática ligada a essa disciplina, com verbetes diversos sobre assuntos dos mais variados.

## Edições
A 1ª. edição foi editada em 1967; consistia em mais de 500 páginas e uma tiragem de cerca de 120.000 cópias. Essa edição foi considerada de conteúdo subversivo e confiscada pela censura. Depois, voltou a ser reeditada em 1972 (2ª edição), agora com 690+ páginas. Edições posteriores foram ampliadas. Alguns verbetes continham fotografias e ilustrações. A última edição data do ano de 1978. Jarbas Passarinho, ex-ministro do MEC, era o autor do prefácio de algumas edições, em que ele tomava uma posição anticomunista e católica. Hoje a obra se encontra fora de catálogo, porém facilmente encontrável em sebos e comércio eletrônico devido às altas tiragens da época. Com o fim da ditadura a disciplina de moral e cívica caiu no obscurantismo, e já não é mais lecionada em escolas e não consta nas Lei de Diretrizes e Bases (LDB).